# Brunneby musteri

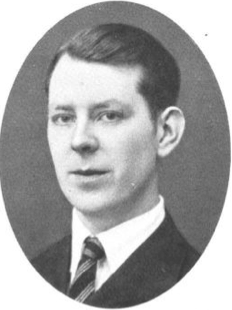
Carl Gösta Kjellin (1906–1979).

Brunneby musteri är ett musteri etablerat 1941 vid Brunneby herrgård nära Borensberg i Östergötland. Företaget producerar saft, cider, juice, sylt, marmelad, gelé och vinsatser. En tredjedel av produktionen går på export till länder i Europa, USA och Kanada.  År 2018 hade företaget 17 anställda och omsatte ca 46 miljoner kronor.
1941 började Carl Gösta Kjellin, lantbrukare och entreprenör musta gårdens och Östergötlands äpplen.Verksamheten växte undan för undan  och sortimentet omfattade efter hand mer än 50 olika naturprodukter.  1970 bestämde sig Carl Gösta att  tillsammans med hustrun Bettina Kjellin på heltid ägna sig åt musteriverksamheten. 1979 avled han och Gunnar Kjellin och hans syster Eva tog över verksamheten. En expansion inleddes, inte minst när man 1984 tog fram ett bredare cidersortiment som sålde nästan en miljon flaskor per år. Man blev också först i Sverige med saft helt utan konserveringsmedel, vilket ledde till ökad försäljning både i Sverige.
Musteriet har flera gånger vunnit kvalitetsutmärkelser,och har certifieringar för KRAV  ekologisk produktion,och IP Livsmedelsförädling.  Man jobbar intensivt med produktutveckling och har vunnit stora framgångar med sina hälsojuicer ,såsom blåbär,lingon,svarta vinbär,granatäpple,ingefära och rödbeta,där man gjort pionjärinsatsr och breddat konceptet på ett nytt sätt.
Musteriet pressar cirka 500 ton äpplen och bär,och samarbetar sedan många år med lokala frukt- och bärodlare. 
Brunneby Musteri  invigde nya lokaler 2004,och öppnade samtidigt en ny gårdsbutik med tillhörande restaurang.Gårdsbutiken är öppen 7 dagar i veckan ,och har runt 150.000 besökare årligen. Där säljs förutom Musteriets egen produktion av mer än 150 olika naturprodukter ett brett sortiment av lokalproducerade nyttigheter och läckerheter.  Butiken ordnar olika even såsom julmarknad,vårmarknad,storloppisar och kulturevenemang. Det finns konferensmöjligheter och möteslokaler för stora grupper.